# Hille Nilsson
Hilmer Folke Nilsson, känd som Hille Nilsson, född 12 juli 1905 i Adolf Fredriks församling Stockholm, död 24 november 1961 i Västerleds församling i Stockholm, var en svensk bordtennisspelare och färghandlare. 

## Biografi
I Hilmer ”Hille” Nilsson hade AIK Sveriges bästa, och tillsammans med ungraren Viktor Barna världens bästa, bordtennisspelare under 1930-talet. Hille Nilsson föddes 1905 och representerade först IK Keltik och sedan AIK i bordtennis från 1932 fram till sin död 1961. Vid sidan av sitt yrkesliv som färghandlare representerade han AIK i svenska landslaget vid inte mindre än 33 tillfällen och är AIK:s genom tiderna störste bordtennisspelare.
Hille var känd dels för sin fruktansvärda offensiva backhand, dels för sitt förakt mot all form av defensivspel. Han vann aldrig något stort internationellt mästerskap men hör ändå till legenderna inom svensk bordtennis. Hille Nilsson var sin tids Jan-Ove Waldner
I bordtennis-VM 1930 kom han på delad tredje plats i dubbeln med Valter Kolmodin och på andra plats i lagtävlingen. Tillsammans tog de Sveriges första VM-medaljer i bordtennis.
Han spelade sitt första VM 1928 och 1931, tre år senare sitt 3:e och sista. Under sin karriär tog han två medaljer i Bordtennis-VM 1 silver och 1 brons.

## Meriter
- Bordtennis VM
  - 1928 i Stockholm
    - kvartsfinal mixed dubbel
    - 5:e plats med det svenska laget

  - 1930 i Berlin
    - 3:e plats dubbel (med Valter Kolmodin)
    - 2:a plats med det svenska laget (Folke Pettersson, Henry Wilbert, Carl-Eric Bulow, Valter Kolmodin).

  - 1931 i Budapest
    - 4:e plats med det svenska laget